# Galena, Illinois
Galena är administrativ huvudort i Jo Daviess County i Illinois. Orten har fått sitt namn efter traktens blymalmfyndigheter. Vid 2010 års folkräkning hade Galena 3 429 invånare.